# Hawaiian Beaches
Hawaiian Beaches és una concentració de població designada pel cens dels Estats Units a l'estat de Hawaii. Segons el cens del 2000 tenia 3.709 habitants.

## Demografia
Segons el cens del 2000, Hawaiian Beaches tenia 3.709 habitants, 1.192 habitatges, i 924 famílies La densitat de població era de 56,29 habitants per km².
Dels 1.192 habitatges en un 37,0% hi vivien nens de menys de 18 anys, en un 54,3% hi vivien parelles casades, en un 17,6% dones solteres, i en un 22,5% no eren unitats familiars. En el 17,5% dels habitatges hi vivien persones soles el 6,4% de les quals corresponia a persones de 65 anys o més que vivien soles. El nombre mitjà de persones vivint en cada habitatge era de 3,11 i el nombre mitjà de persones que vivien en cada família era de 3,49.
Per edats la població es repartia de la següent manera: un 31,7% tenia menys de 18 anys, un 8,5% entre 18 i 24, un 24,2% entre 25 i 44, un 24,4% de 45 a 64 i un 11,2% 65 anys o més.
L'edat mediana era de 34,4 anys. Per cada 100 dones hi havia 98,87 homes. Per cada 100 dones de 18 o més anys hi havia 96,66 homes.
La renda mediana per habitatge era de 28.467 $ i la renda mediana per família de 30.104 $. Els homes tenien una renda mediana de 30.037 $ mentre que les dones 21.886 $. La renda per capita de la població era d'11.267 $. Aproximadament el 23,8% de les famílies i el 28,6% de la població estaven per davall del llindar de pobresa.

## Poblacions més properes
El següent diagrama mostra les poblacions més properes.